# ويكيبيديا التيلوغوية
ويكيبيديا التيلوغوية (التيلوغية:తెలుగు వికీపీడియా) هي النسخة التيلوغوية من موسوعة ويكيبيديا.

## الإحصائيات
| عدد المستخدمين المسجلين | عدد المستخدمين النشيطين | عدد المقالات | صفحات المحتوى | عدد التعديلات | عدد الملفات المرفوعة | عدد الإداريين |
| ----------------------- | ----------------------- | ------------ | ------------- | ------------- | -------------------- | ------------- |
| 136٬850                 | 170                     | 112٬906      | 391٬273       | 4٬478٬538     | 14٬290               | 11            |